# Tina Satter
Pour les articles homonymes, voir Satter.
Kristina « Tina » Satter, née en 1974 à Hopkinton, dans le New Hampshire, est une cinéaste, dramaturge et réalisatrice américaine basée à New York.

## Biographie
Tina Satter est originaire de Hopkinton, dans le New Hampshire. Elle fréquente le Bowdoin College à Brunswick, dans le Maine, où elle obtient un BA en anglais et le Reed College à Portland, dans l'Oregon, où elle obtient une maîtrise en études libérales. En 2007, Satter déménage à Brooklyn, où elle réside désormais, et suit le programme d'écriture dramatique MFA du Brooklyn College dirigé par Mac Wellman.
Elle est la fondatrice et directrice artistique de la compagnie théâtrale Half Straddle, créée en 2008 et qui reçoit une bourse Obie Award en 2013. Satter remporte une bourse Guggenheim en 2020. Ben Brantley du New York Times décrit Tina Satter comme « une artiste de scène exigeante sur le plan visuel, qui ne respecte pas les genres et qui développe une clientèle ardente parmi les esthètes du centre-ville ayant un goût prononcé pour les bonbons acidulés et les énigmes érotiques ». Son travail traite souvent de sujets liés au genre, à l'identité sexuelle, à l'adolescence et au sport,.
Elle remporte un prix de subvention aux artistes de la Fondation pour les arts contemporains (2016) et un prix Doris Doris Duke Artist Impact en 2014. En 2019, elle a reçu une bourse Pew. Tina Satter crée dix spectacles avec Half Straddle, et les spectacles et vidéos de la compagnie sont tournés dans plus de vingt pays aux États-Unis, en Europe, en Australie et en Asie. Elle fait ses débuts Off Broadway en tant que conceptrice et réalisatrice à l'automne 2019 avec Is This a Room au Vineyard Theatre. Un recueil de trois de ses pièces, Seagull (Thinking of You), Away Uniform et Family est publié en 2014. Le texte de son spectacle Ghost Rings est publié en 2017 par 53rd State Press avec un album vinyle des chansons du spectacle.

## Distinctions
Tina Satter remporte une bourse Guggenheim en 2020.
Son spectacle Is This A Room est nommé pour plusieurs prix en 2020 et reçoit les prix suivants :  
- Obie Award Special Citation for Concept and Direction pour Tina Satter[16]
- le spectacle remporte un Drama Desk Award pour une expérience théâtrale unique ;
- Emily Davis, qui interprète Reality Winner dans la pièce, remporte un Obie pour sa performance et ainsi qu'un prix Lucille Lortel ;
- les concepteurs sonores Sanae Yamada et Lee Kinney remportent un Outer Critics Circle Award.

## Travaux
IS THIS A ROOM: Reality Winner Verbatim Transcription est la mise en scène mot pour mot de l'interrogatoire de juin 2017 de la jeune lanceuse d'alerte américaine Reality Winner. Le spectacle est créé à The Kitchen à New York en janvier 2019 et a été présenté pendant une longue période, acclamée par la critique, en Off Broadway au Vineyard Theatre à l'automne 2019. L'exposition été qualifiée de « pièce de théâtre politique fulgurante » par Artforum . Le casting comprend Pete Simpson, TL Thompson, Becca Blackwell et Emily Davis.

## Filmographie

### En tant que réalisatrice
| Année | Titre   | Réalisatrice | Scénariste | Productrice | Distributeur |
| ----- | ------- | ------------ | ---------- | ----------- | ------------ |
| 2023  | Reality | Oui          | Oui        | Non         | HBO Films    |